# Andreas Patz
Andreas Patz (* 14. Oktober 1983 in Bad Salzungen) ist ein deutscher Fußballtrainer.

## Karriere
Patz spielte als Aktiver hauptsächlich im regionalen Amateurbereich. So war er in seiner thüringischen Heimat unter anderem für den SV Wacker Bad Salzungen oder den FC Eisenach am Ball.
Seine Trainerkarriere begann Andreas Patz 2012 beim DFB als Stützpunkttrainer in Thüringen. Sein erster Verein war der FC Rot-Weiß Erfurt, bei dem er in der Nachwuchsabteilung von 2013/14 bis 2015/16 für verschiedene Mannschaften als Co-Trainer fungierte. Der damalige Nationaltrainer Ungarns Bernd Storck holte ihn dann 2017 als Chef-Analytiker zur Nationalmannschaft. Nachdem die Qualifikation zur Weltmeisterschaft 2018 misslang, trat Storck zurück. Patz folgte Storck als Co-Trainer nach Belgien, als dieser beim damaligen Erstligisten Royal Excel Mouscron unterschrieb. Sie konnten mit dem abstiegsbedrohten Verein den Klassenerhalt schaffen, verlängerten ihren Vertrag allerdings nicht. Nach einer weiteren belgischen Station unter Storck, diesmal bei Cercle Brügge, kehrte Andreas Patz nach Deutschland in seine thüringische Heimat zurück und übernahm mit der U19 von Carl Zeiss Jena erstmals als eigenverantwortlicher Trainer eine Mannschaft.
In der Saison 2021/22 wurde er nach einem Fehlstart und der Entlassung von Dirk Kuhnert zum Cheftrainer der ersten Mannschaft befördert, mit der er am Ende der Saison in der Regionalliga Nordost noch den zweiten Platz erreichen konnte. Zudem gewann er den Landespokal und qualifizierte sich für die erste Runde im DFB-Pokal. Den anvisierten Aufstieg in die 3. Liga schaffte er zwar nicht, dennoch wurde sein Vertrag verlängert. Nachdem in der Folgesaison 2022/23 der Erfolg nicht sofort wiederholt werden konnte und Jena nach der zweiten Saisonniederlage den Kontakt zu den Aufstiegsrängen zu verlieren drohte, wurde Patz auf Platz 9 der Tabelle stehend beurlaubt.
Zur Saison 2023/24 schloss er sich dem Zweitliga-Absteiger SSV Jahn Regensburg als Co-Trainer unter Joe Enochs an. Dort gelang der Mannschaft der sofortige Wiederaufstieg in die 2. Bundesliga. In der Saison 2024/25 wurde Enochs nach einer 3:8-Pleite beim 1. FC Nürnberg entlassen, Patz übernahm die Mannschaft, die auf Platz 18 in der Tabelle stand, zunächst interimsweise. Nach zwei Siegen aus den folgenden drei Spielen verkündete der SSV Jahn, dass Patz zum Cheftrainer befördert wurde und die Mannschaft mindestens bis Saisonende trainieren werde. Im Januar 2025 erhielt Patz als Teilnehmer des 70. Lehrgangs die Pro Lizenz vom DFB. Nachdem zwei Spieltage vor dem Ende der Spielzeit der Klassenerhalt allerdings verpatzt wurde, entschied Jahn Regensburg, sich am Saisonende vom Trainer zu trennen. Andreas Patz bat daraufhin um eine sofortige Freistellung; dieser Bitte kam der Verein schließlich nach.

## Titel
- Thüringer Landespokalsieger: 2022 (FC Carl Zeiss Jena)